# Bitty Schram
Elizabeth Natalie "Bitty" Schram, Nova Iorque, 17 de julho de 1968 (56 anos), foi indicada para o Globo de Ouro como melhor atriz americana.
Ela é mais conhecida por sua personagem Evelyn, a mãe e jogadora de baseball que comete o erro de chorar na frente do gerente Tom Hanks durante um jogo de baseball em Penny Marshall's Uma Equipe Muito Especial (1992). Ela também fez Sharona Fleming na premiada série Monk (2002–2004) a qual foi indicada para o Globo de Ouro. Na metade da terceira temporada, Bitty Schram deixou a série devido a uma disputa do contrato.

## Papéis

### Papéis na TV
| Título               | Ano         | Personagem      |
| -------------------- | ----------- | --------------- |
| Thief                | 2006        | Lila Granville  |
| Kitchen Confidential | 2005        | Reese Ryder     |
| Monk                 | 2002 - 2004 | Sharona Fleming |
| Felicity             | 2001 - 2002 | Rita            |
| Roswell              | 2001        | Bunny           |
| Strong Medicine      | 2001        | Juno Bouvoir    |
| G vs E               | 1999        | Ani             |

### Papéis em Filmes
| Título                            | Ano  | Personagem             |
| --------------------------------- | ---- | ---------------------- |
| You've Got a Friend               | 2007 | Sra. Nelson            |
| A-List                            | 2006 | Samantha               |
| The Sure Hand of God              | 2004 | Christine Bigbee       |
| Amor a Toda Prova                 | 2002 | Waitress               |
| The Tag                           | 2001 | Gina                   |
| Destino                           | 2001 | Desconhecido           |
| O Segundo Marido de Cleópatra     | 1998 | Hallie                 |
| Namoro a Três                     | 1998 | Vicki Pelam            |
| Um Dia Especial                   | 1996 | Marla                  |
| As Filhas de Marvin               | 1996 | Janine                 |
| O Primeiro Amor de um Homem       | 1996 | Lauren                 |
| Caught                            | 1996 | Amy                    |
| Long Island Fever                 | 1995 | Penny                  |
| Chasers                           | 1994 | Flo                    |
| Full Cycle                        | 1994 | Sofie                  |
| A Noite que Nunca nos Encontramos | 1993 | Balconista da Farmácia |
| My Family Treasure                | 1993 | Jovem Alexandra        |
| Coisas de Família                 | 1992 | Terry                  |
| Uma Equipe Muito Especial         | 1992 | Evelyn Gardner         |